# Mauritiussalangaan
De Mauritiussalangaan (Aerodramus francicus; synoniem: Collocalia francica) is een vogel uit de familie Apodidae (gierzwaluwen).

## Verspreiding en leefgebied
Deze soort voor op Mauritius en Réunion, die als afzonderlijke ondersoorten worden beschouwd:
- A. f. francicus: Mauritius
- A. f. saffordi: Réunion

## Status
De totale populatie is in 2018 geschat op 10-20 duizend volwassen vogels en dit aantal neemt af. Op de rode lijst van de IUCN heeft deze vogel de status gevoelig.